# MEGA HITS REQUEST
MEGA HITS REQUEST（メガ ヒッツ リクエスト）は、チバテレとThe MUSIC 272で放送されていた音楽番組である。
2005年6月30日にThe MUSIC 272が閉局した後は、Music Japan TVにて放送された。

## 概要
ビーイング系のアーティストのビデオクリップなどを放送しており、司会にはタレントの三四六を起用していた（前身番組の『BEAT JAM』『MEGA HITS TOP30』からの続投。一時期は君嶋ゆかりが担当）。
たまに、B'z REQUEST SPECIALなど1組のアーティストに焦点をあて、そのアーティストのビデオクリップを放送することもあった。
開始当初は100分番組として放送された。その後30分や60分番組として放送されていた時期を経て、最終的には25分番組となった。2009年3月21日初回放送（Music Japan TV）の第301回が最終回となり、最後のリピート放送がある同月30日をもって終了した。